# برنسباخ
برنسباخ (به آلمانی: Bernsbach) یک منطقهٔ مسکونی در آلمان است که در Lauter-Bernsbach واقع شده‌است. برنسباخ ۴٬۴۸۰ نفر جمعیت دارد.